# Watertoren (Bredene)

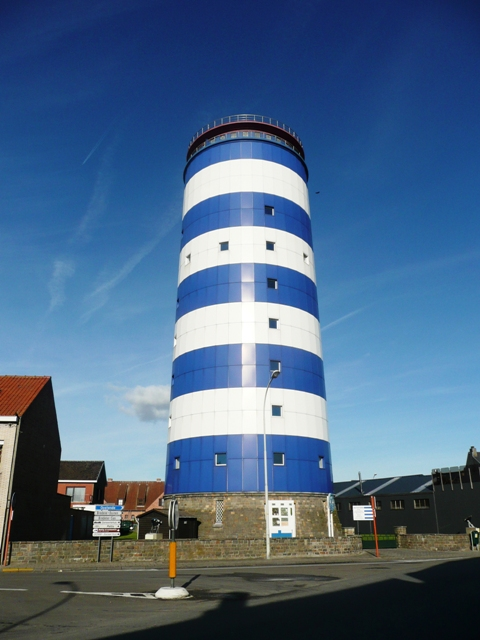
De watertoren in Bredene in 2010

De watertoren in Bredene, is een pittoreske toren die tot het nationaal erfgoed behoort. Het is een toren die tot op heden nog steeds occasioneel in gebruik voor het oppompen van water.
De toren fleurt en domineert sinds 1955 het landschap van Bredene.

## Geschiedenis
De watertoren werd gebouwd in 1955, en onderging sinds dien al verschillende restoraties. Zo werden in 1977 de faiencetegels vervangen door bakstenen. In 1994 kreeg de toren dan zijn blauw-witte strepen. het rode dakje is ook iets wat de toren extra uniek maakt. Sinds 2014 heeft de toren een zwart-grijze kleur.
De Toren werd gebouwd in de vroege 20e eeuw en had toen een essentieel aandeel in de watervoorziening van Bredene

## Kenmerken
Hoogte: 50,58m
Inhoud: 800m³
Diameter: 18,50 (top) en 15,15 (voet)
Kuipgemiddelde: 43m
Grondpeil: 4,10m
De toren bestaat uit 6 verdiepingen. De eerste verdieping bevat een tentoonstelling over de waterwinning en de rol van water in het dagelijkse leven. Op de derde verdieping vind met een tentoonstelling genaamd zeerotica (liefde en lust aan de kust). Op de zesde de verdieping bevindt zich een uitkijkpunt met panoramisch zicht over Bredene. Op tot aan de zesde de verdieping te raken moet je de eerste 135 traptreden volgen.